# 新井知真
新井 知真（あらい かずま）は、日本の政治運動家。元在日特権を許さない市民の会副会長。
在特会の発足当時からの副会長であり、IT関連担当の任務を行っていた。だが在特会の発足から1年になる2007年12月に自らの申し出により副会長を辞任するとともに在特会を脱会。
山野車輪とは趣味のメタルミュージックを通じての友人関係であり、このことから山野は在特会に協力するようになり、在特会のキャラクターを描くなどといった事柄を行ってきた。
2014年に取材を受けた山野が言うには、在特会というのは変わってきているとのことであり、当初から今のような形態であるならば新井は入会を考えていたかもしれないとのこと。

## 著書
- 「コリアン・ザ・サード（在日三世）」ISBN 978-4775508718